# Le Nouvel Alsacien
Le Nouvel Alsacien est un ancien quotidien catholique bilingue d'Alsace, fondé le 2 avril 1885 à Strasbourg sous le titre Der Elsässer et disparu en 1986. Il fut à l'origine un défenseur du particularisme alsacien. 

## Historique
À partir du 2 avril 1885 le journal paraît en langue allemande, trois fois par semaine : les mardis, jeudis et samedis. Son siège est situé 101, Grand Rue à Strasbourg. Le créateur du journal est l'abbé J. Kuntz.

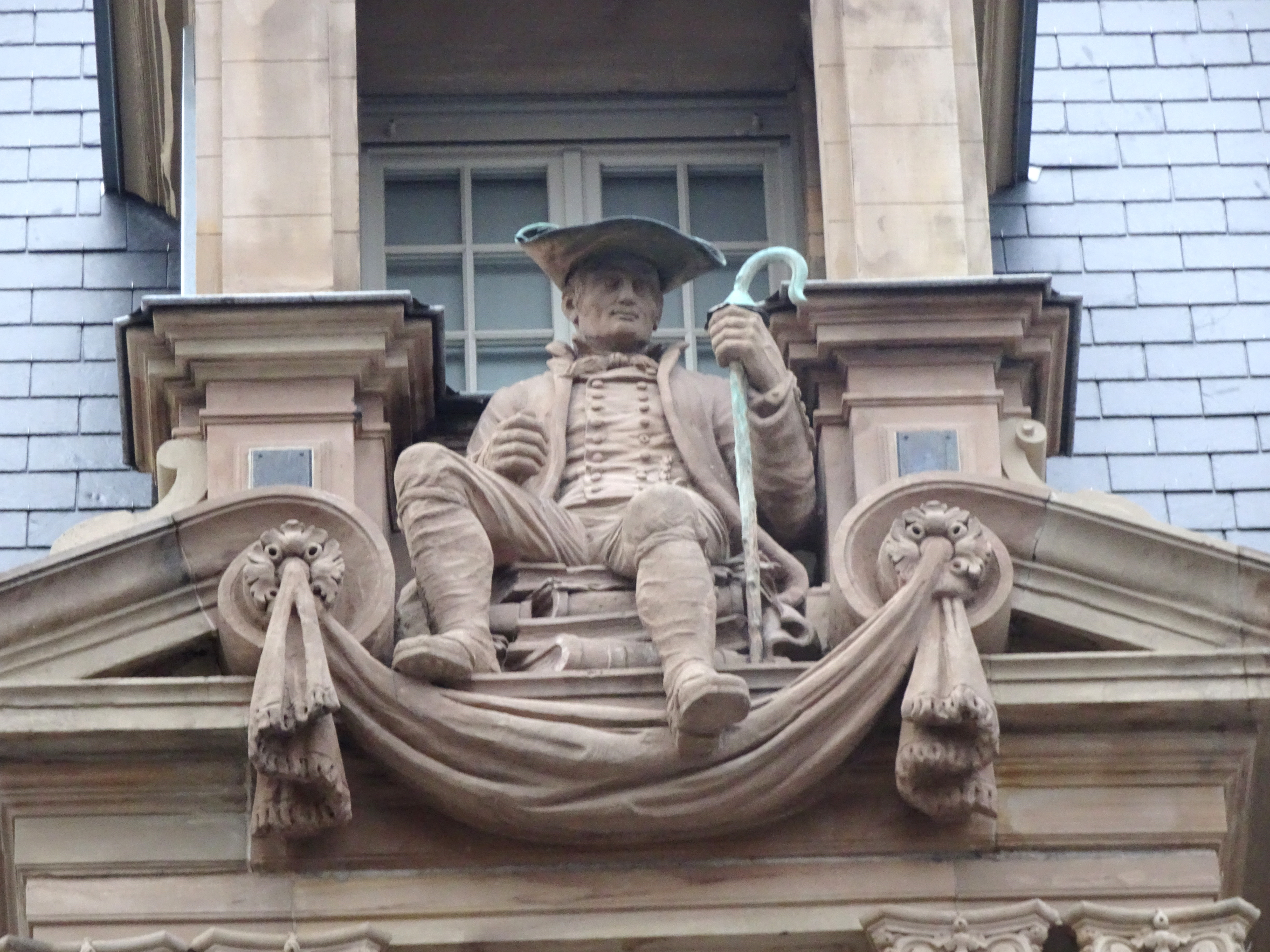
L'Alsacien assis sur une pile de livres, emblème du journal surplombant l'ancienne entrée de la Société

Le journal avec son imprimerie s’installent le 4-6 rue Finkmatt à Strasbourg.
À partir de 1887 le journal paraissait quotidiennement.
De 1892 à 1918, le directeur du journal est Mgr Paul Müller-Simonis, fondateur de la Fédération de Charité-Caritas d'Alsace. il est le principal actionnaire de la société éditrice de Der Elsässer.
Du 22 novembre 1918 au 5 août 1940 l'intitulé du journal devient bilingue : Der Elsässer – L'Alsacien.
En 1919 est créée la Société d'Édition de la Basse Alsace. Cette société a été créée dans le but de réaliser et imprimer dans ses locaux les bulletins paroissiaux des paroisses catholiques d’Alsace, un journal a été aussi été réalisé pour la communauté de Strasbourg des Pères blancs (Missionnaires d'Afrique),  ainsi que l’hebdomadaire L'Ami du Peuple, devenu L'Ami Hebdo. Des comptes rendus du conseil municipal de Strasbourg y ont été réalisés et imprimés pendant une certaine période. L'imprimerie été réputée pour les travaux de ville.
En 1939-1940 L'Alsacien est publié à Périgueux deux fois par semaine.
Entre 1944 et 1986, la parution est quotidienne et bilingue.
En 1985 il y eut une édition spéciale du journal pour fêter le 100e anniversaire de sa parution. Son directeur était alors Bernard Deck, qui crée l'année suivante le mensuel Objectif Alsace. 
Le Nouvel Alsacien cesse sa parution en 1986. 
La collection des exemplaires du journal est consultable dans la salle du patrimoine de la Médiathèque André-Malraux de Strasbourg. 

### Anciens directeurs
- M. l’Abbé Kuntz et M. l’Abbé Metz, prête-nom d’anciens actionnaires de l'Union Alsace Lorraine.
- M. le Baron Alfred de Sury d'Aspremont (1830 - 1893), citoyen suisse, fut un des principaux actionnaires du journal.
- M. l’Abbé Paul Müller-Simonis (1862 - 1930) directeur de Der Elsässer de 1892 à 1918
- Adolphe Hermann
- Thomas Seltz.
- M. Emile Zimmermann (directeur de 1944 à 1979).
- Bernard Deck (directeur de 1979 à 1986).

### Journalistes contemporains notables
- Philippe Avril
- Paul Collowald
- Bernard Deck
- Jacques Fortier
- Alain Howiller
- Alphonse Irjud
- Eugène Philipps
- Guy Trendel